# Sedum caespitosum
Sedum caespitosum es una planta de la familia de las crasuláceas.

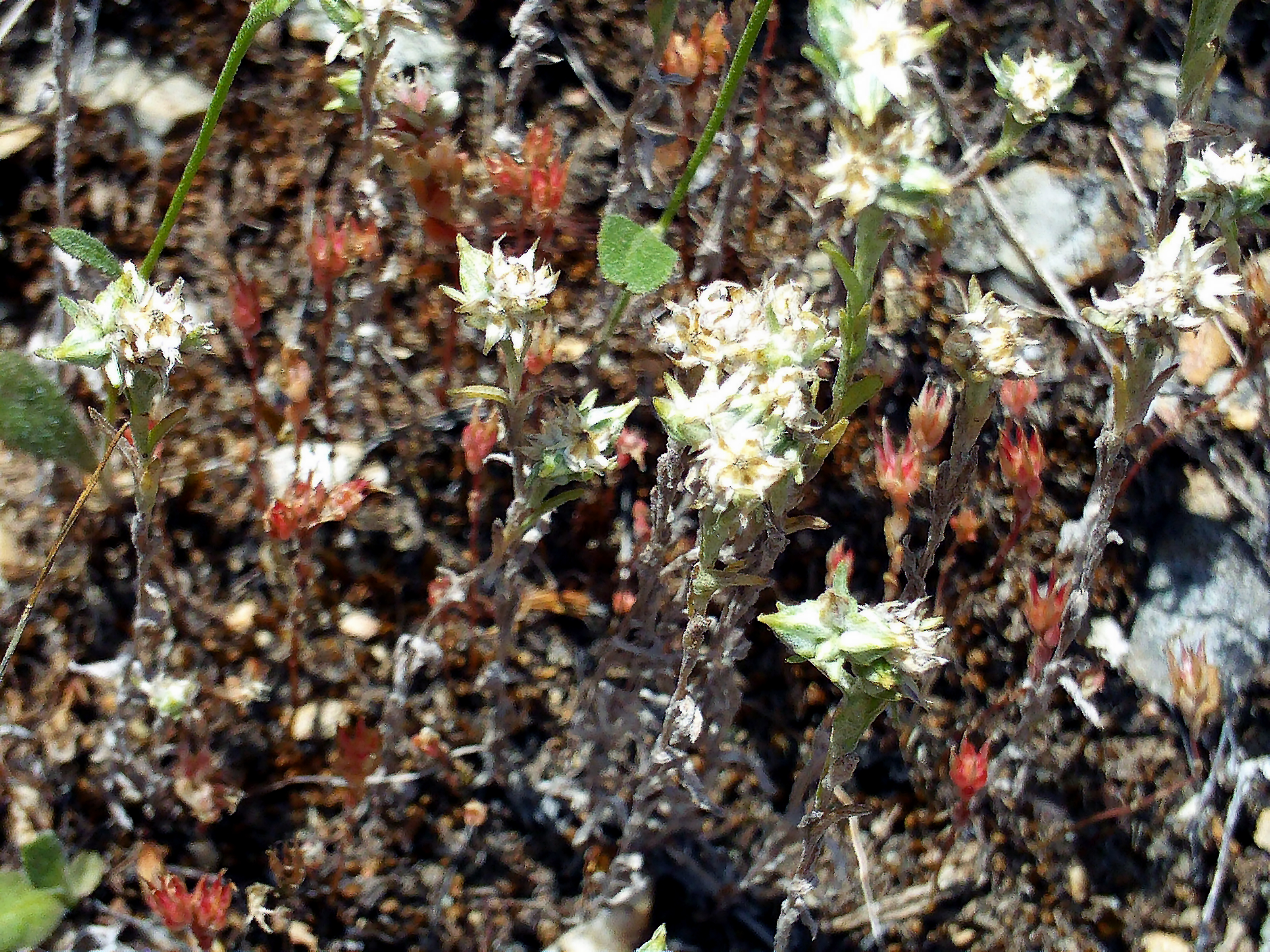
Con otras plantas en su hábitat

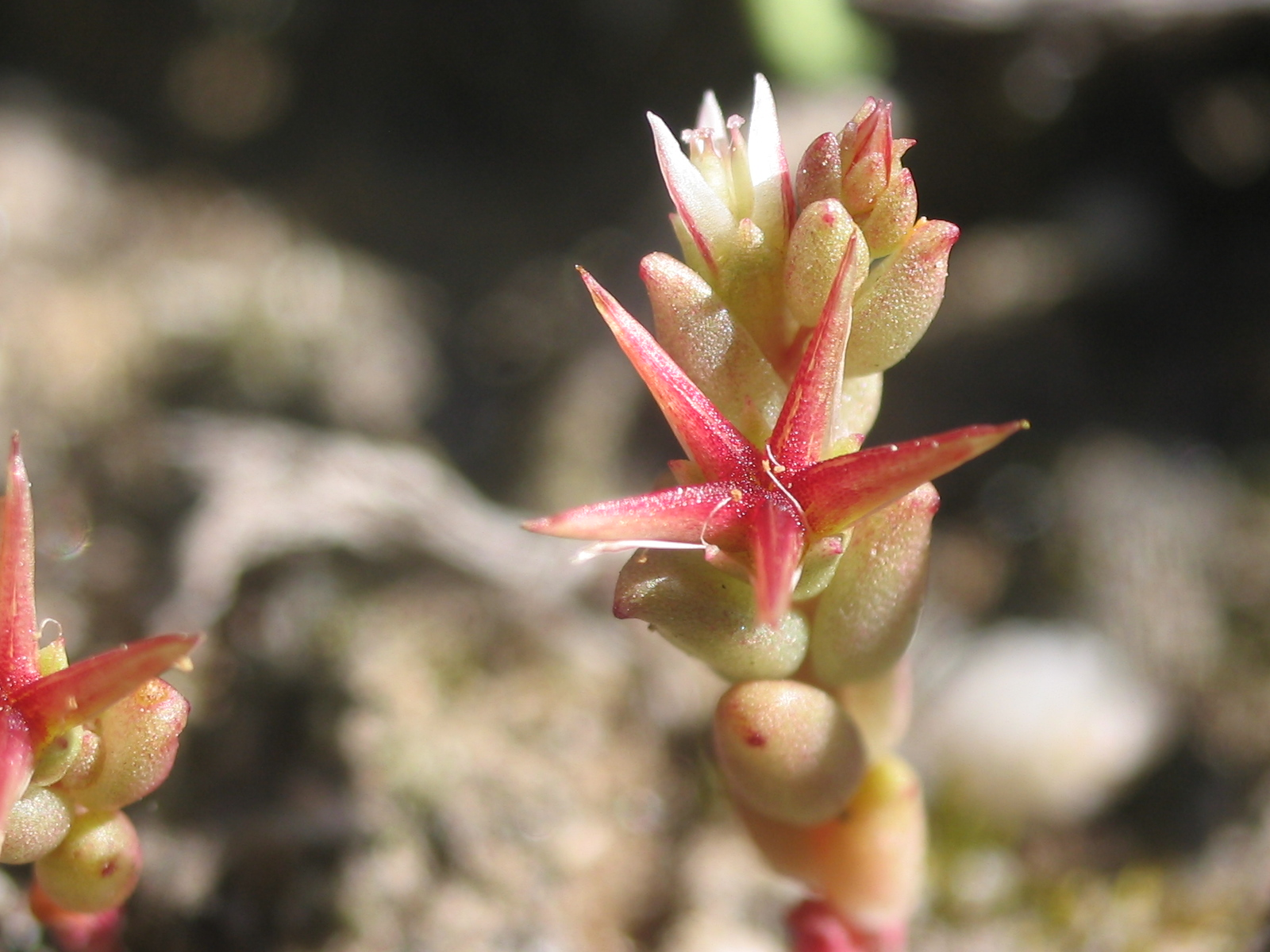
Inflorescencia

## Descripción
Planta anual, pequeña de 2-5 cm de altura, herbácea, ramificada, con frecuencia rojiza, glabra. Hojas alternas, ocupando espaciada o densamente el tallo e inclinadas hacia arriba, gruesas, oblongo ovaladas, no claramente puntiagudas, sin espolones en la base. 3-6 mm de largo. Flores pequeñas, menos en el extremo de las ramas, blancas tirando a rojizas. Sépalos pequeños, 4-5. 4-5 pétalos, lanceolados, puntiagudos de hasta 3 mm de largo. 4-5 estambres. 4-5 ovarios libres, puntiagudos, más o menos patentes que se convierten en valvas de pocas semillas.

## Distribución y hábitat
En el Mediterráneo, repartidas en el oeste. En lugares secos, en pastos y en arenales abiertos.

## Taxonomía
Sedum caespitosum fue descrita por (Cav.) DC. y publicado en Prodromus Systematis Naturalis Regni Vegetabilis 3: 406. 1828.
Etimología
Ver: Sedum
caespitosum: epíteto latino que significa "cespitoso".
Sinonimia
- Aithales cespitosa (Cav.) Webb & Berthel.
- Crassula cespitosa Cav.
- Crassula diffusa Lam.
- Crassula magnolii DC.
- Procrassula cespitosa (Cav.) Fourr.
- Procrassula magnolii Griseb.
- Sedum deserti-hungarici Simonk.
- Sedum erythrocarpum Pau
- Sedum rubrum (L.) Thell.
- Tillaea rubra L.[5]